# Катастрофа Boeing 737 під Аддис-Абебою
Катастрофа Boeing 737 під Аддис-Абебою — велика авіаційна катастрофа, що сталася у неділю 10 березня 2019 року. Катастрофа сталася о 08:44 за місцевим часом (05:44 UTC). Авіалайнер Boeing 737 MAX 8 авіакомпанії Ethiopian Airlines здійснював пасажирський рейс ET302 за сполученням Аддис-Абеба — Найробі. Під час набирання висоти літак різко перейшов в піке і розбився під Аддис-Абебою. Усі 157 осіб (149 пасажирів і 8 членів екіпажу), що знаходились на борту, загинули.
Літак вилетів з аеропорту Боле о 08:37 за місцевим часом. Незабаром після зльоту пілот повідомив про деякі труднощі й запросив повернення в аеропорт. Зв'язок з бортом було втрачено о 08:44. Літак розбився поблизу населеного пункту Дебре-Зейт (Бишофту) в ефіопському регіоні Оромія.
Загинули всі 157 осіб, які знаходилися в літаку. Катастрофа стала 69-ю авіаційною подією за кількістю загиблих за всю історію. Інформація про причини катастрофи поки відсутня.
Польоти Boeing 737 MAX 8 були припинені у всіх країнах до з'ясування причин катастрофи.

## Літак
Рейс здійснював літак Boeing 737 MAX 8, реєстраційний номер ET-AVJ. Був виготовлений 15 жовтня 2018 і доставлений 15 листопада 2018. На момент катастрофи йому було близько 4 місяців.

## Пасажири й екіпаж
На борту літака перебували громадяни 36 країн. Серед пасажирів рейсу були делегати Асамблеї ООН із навколишнього середовища, засідання якої було заплановано на 11 березня в Найробі. Також на борту літака перебувала сім'я (дружина, син і дочка) депутата словацького парламенту Антона Грнко, італійський археолог Себастьяно Туза, а також професор Карлтонського університету Піус Адесанмі.

## Хронологія подій
Літак вилетів з Аддис-Абеби в 08:38 за місцевим часом (05:38 UTC) зі 149 пасажирами і 8 членами екіпажу на борту. Через хвилину після зльоту командир повітряного судна повідомив про проблеми з управлінням, але вирішив продовжити політ; через три хвилини після зльоту літак вийшов на достатню відстань від аеропорту і запросив дозвіл на аварійну посадку в Аддис-Абебу, а авіадиспетчери вже почали відправляти на друге коло інші рейси, що прибувають.
О 08:44 літак зник з екранів радарів і розбився через шість хвилин після зльоту. Перед катастрофою він досяг висоти близько 2700 метрів над рівнем моря. Дані відстеження польоту показали, що висота польоту літака, а також швидкість набору висоти і зниження різко коливалися. Кілька свідків заявили, що за літаком тягнувся білий дим і видавав дивні звуки перед тим, як розбитися. Рейс 302 розбився недалеко від міста Бишофту, 62 кілометрів на південний схід від міжнародного аеропорту Боле. На фотографіях місця події видно великий кратер з невеликими шматочками уламків. Всі, хто знаходилися на борту загинули.

## Розслідування
Агентство Цивільної авіації Ефіопії відповідає за розслідування подій у цивільної авіації країни. Компанія Boeing заявила про свою готовність взаємодіяти з Національною радою з безпеки на транспорті США і сприяти Ethiopian Airlines. Федеральне управління цивільної авіації США (FAA) також сприяє розслідуванню.
Обидва самописці — голосовий та параметричний були виявлені на місці катастрофи та евакуйовані 11 березня 2019. Всупереч запитам США, які наполягають на відправку самописців до себе для дослідження, керівництво компанії Ethiopian Airlines заявила ЗМІ, що вони вирішили направити обидва самописці європейським експертам. Представники Німецького федерального бюро розслідувань авіаційних подій повідомили, що відмовили в аналізі вмісту самописців у зв'язку з відсутністю у них необхідного програмного забезпечення для даного типу літака.
Бюро з розслідування й аналізу безпеки цивільної авіації (BEA, Франція) висловило готовність досліджувати дані самописців літака, що зазнав аварії. У підсумку, реєстратори були доставлені в BEA 14 березня 2019 роу.
17 березня 2019 міністр транспорту Ефіопії Дагмавіт Могес повідомив, що «чорні ящики» знаходяться в задовільному стані, що дозволяє отримати наявні в них дані майже повністю. За попередніми даними, згідно з першим витягнутим даними параметричного реєстратора, вони показують високий ступінь схожості з даними рейсу Lion Air Flight 610, потерпілого крах в Індонезії. Влада Ефіопії планують опублікувати більш детальну інформацію протягом місяця.
13 березня 2019 ФА оголосила, що, згідно з новим доказам з місця аварії і супутникових даних для рейсу 302, літак міг відчувати проблеми аналогічні тим, які призвели до краху літака рейсу 610 Lion Air. Слідчі виявили, що гвинтова передача, керуюча кутом нахилу горизонтального стабілізатора літака рейсу 302, перебувала у крайньому положенні «на пікірування». Це говорить про те, що під час аварії площині літака рейсу 302 були переведені в режим різкого зниження, аналогічно рейсу 610 Lion Air Flight. У зв'язку з цими знахідками, деякі індонезійські експерти рекомендували Національного комітету з безпеки на транспорті Індонезії (KNKT) здійснювати більш тісну співпрацю зі слідчими у справі катастрофи рейсу 302. Пізніше, KNKT запропонував допомогу групі слідчих у справі рейсу 302, заявивши, що комітет планує направити слідчих і представників Уряду для сприяння в розслідуванні катастрофи.
19 березня 2019 Міністр транспорту США Елейн Прат направила меморандум Генеральному інспектору Департаменту транспорту США із запитом на проведення аудиту цілей і етапів сертифікації типу повітряного судна для Boeing 737-MAX 8. Boeing запросив внесення змін у сертифікат типу в січні 2012 року, і, в підсумку FAA схвалив сертифікат типу в березні 2017 року.
7 березня 2020 року ефіопські спеціалісти, які розслідували причини й обставини катастрофи, заявили, що вона сталася «через особливості конструкції літака». Остаточний звіт планується опублікувати до річниці аварії 10 березня. Анонсовані висновки розходяться за багатьма пунктами з попередніми результатами перевірки індонезійських фахівців.

## Культурні аспекти
- Катастрофа рейсу 302 буде показана в 24 сезоні канадського документального телесеріалу Розслідування авіакатастроф.

## Наслідки
Після катастрофи авіакомпанії призупинили експлуатацію своїх Boeing 737 MAX 8. Повітряний простір для цього типу літака закрили країни Євросоюзу, Австралія, Малайзія, Сінгапур, Оман, а також США і Росія. котирування авіакомпанії Boeing впали на 11 %.
Крім того, авіакомпанії почали відмовлятися від вже укладених із Boeing контрактів на поставку цього типу літака. Першою зробила це індонезійська авіакомпанія Garuda, розпочала переговори про скасування замовлення на поставку 49 літаків Boeing 737 Max 8.